# 1807 en musique
| \| • Retour à la chronologie générale de la musique populaire • \| |
| XXIe siècle • XXe siècle • XIXe siècle • XVIIIe siècle XVIIe siècle • XVIe siècle • XVe siècle • XIVe siècle XIIIe siècle • XIIe siècle • XIe siècle • Xe siècle IXe siècle • VIIIe siècle • Haut Moyen Âge • Rome • Grèce |
| • Retour à la chronologie générale de la musique populaire • |

| • Retour à la chronologie générale de la musique populaire • |

| Années de la musique populaire : 1804 - 1805 - 1806 - 1807 - 1808 - 1809 - 1810    |
| Décennies de la musique populaire : 1770 - 1780 - 1790 - 1800 - 1810 - 1820 - 1830 |

## Événements
- Le poète et chansonnier Pierre Laujon est élu membre de l’Académie française.
- 28 janvier : mort de Guillaume Joseph Roussel, ou Roussel, dit Cadet Roussel à Auxerre ; il avait en 1792 inspiré la chanson qui porte son nom; Cadet Roussel[1].

- date précise inconnue :
  - vers 1807 : Partant pour la Syrie, chanson française, musique attribuée à Hortense de Beauharnais, paroles d'Alexandre de Laborde.

## Publications
- Début de la parution de la revue Le Caveau moderne, ou le Rocher de Cancale, chansonnier de table à Paris,  qui sera publiée jusqu'en 1827[2].

## Naissances
- 18 avril : Lorenzo Lyons (en) ou Makua Laiana, religieux américain, missionnaire à Hawaï, auteur de la chanson Hawaiʻi Aloha († 6 octobre 1886).
- 23 juin : Charles Dovalle, poète français, auteur de poésies en forme de chansons, Bergeronnette, Mon Rêve, Le Curé de Meudon, Le Sylphe († 30 novembre 1829).

## Décès
- 21 décembre : John Newton, négrier anglais converti à la suite d'une tempête, ministre anglican et militant pour l'abolition de la traite, parolier de plusieurs cantiques, dont Amazing Grace, né en 1725.